# 교케이도리 정류장
교케이도리 정류장(일본어: 行啓通停留場, ぎょうけいどおりていりゅうじょう)은 일본 홋카이도 삿포로시 주오구에 위치한 삿포로 시 교통국(삿포로 시영 전차) 야마하나 선의 정류장이다. 정류장 번호는 SC18이다.

## 정류장 구조
2면 2선의 대향식 교차점을 사이로 남쪽에 스스키노 방면, 북쪽에 니시 4초메 방면 승강장이 있고 안전 지대가 설치되어 있다.

## 정류장 주변
- 미나미 경찰서 교케이도리 교번
- 삿포로 미나미주욘조 우체국
- 홋카이도 은행 교케이도리 지점
- 나카지마 공원
- 토코 스토어 교케이도리점
- 호토모토 교케이도리점

## 역사
- 1923년 8월 25일: 삿포로 전기 궤도 야마하나 선의 남쪽 종점 정류장으로 "교케이도리"의 명칭으로 개업.
- 1925년 7월: 야마하나 선이 남쪽으로 연장됨.
- 1927년 12월: 전차의 시영화.
- 1942년 4월 1일: "교케이도리 호국 신사 앞"으로 변경.
- 1948년 8월 23일: "교케이도리 창덕 신사 앞"으로 변경.
- 1949년
  - 6월 20일: "나카지마큐조도리 창덕 신사 앞"으로 변경.
  - 9월 14일: "교케이도리 창덕 신사 앞"으로 다시 변경.
- 1950년 3월 24일: "교케이도리"로 변경.
- 2015년 4월 1일: 정류장 번호 설정.

## 인접역
| 삿포로 시 교통국 ● 삿포로 시영 전차 야마하나 선 | 삿포로 시 교통국 ● 삿포로 시영 전차 야마하나 선 | 삿포로 시 교통국 ● 삿포로 시영 전차 야마하나 선 |
| ----------------------------------------------- | ----------------------------------------------- | ----------------------------------------------- |
| SC17 세이슈가쿠엔마에 외선 순환                 | 시영 전철 운행 계통                             | SC19 나카지마코엔도리 내선 순환                 |